# Mattias Sunneborn
Gunnar Mattias Sunneborn, född 27 september 1970 i Bunge på Gotland, är en svensk friidrottare med en lång och framgångsrik karriär. Sunneborn, ofta kallad "Sunne", blev 1991 den första svensken att hoppa över 8 meter i längdhopp. Detta skedde på SM i Helsingborg, där han vann med ett hopp på 8,16 (medvind). 1996 satte han det nordiska rekordet med ett hopp på 8,21 och besegrade världsrekordhållaren Mike Powell på MAI-galan. Hans främsta internationella meriter är VM-silver (inomhus) 1995 i Barcelona på 8,20, EM-guld (inomhus) i Stockholm på 8,06 och OS-final 1996 på 8,06 i Atlanta. Elitkarriären avslutades 2002 på SM i Gävle där han vann sitt 17:e SM-guld i längdhopp.
Sunneborn har vunnit 75 stycken SM-medaljer, vilket är fler än någon annan friidrottare.
Sunneborn är uppvuxen i Fårösund på Gotland och tävlade för bland annat IK Graip, Visby IF Gute, Malmö AI, KA 3 IF, IFK Lidingö och Spårvägens FK.
2014 blev han Suicide Zeros första ambassadör.

## Karriär

### 1989-94
Inomhussäsongen 1989 vann Sunneborn SM-guld i längd med 7,55. 
År 1991 vann han ett andra SM-tecken i längd inomhus, på 7,62. Under utomhussäsongen detta år vann han sitt första SM-tecken utomhus. Han deltog även vid VM i Tokyo men slogs ut i kvalet. År 1992 vann han sitt tredje SM-guld inomhus, på 7,72. Han var även med vid EM och kom på elfte plats. Utomhus vann han SM (också på 7,72). 
År 1993 vann han sitt fjärde SM-guld inomhus (7,85) och sitt tredje utomhus (7,89). Den 3 augusti 1993 förbättrade Sunneborn Germund Johanssons svenska rekord genom att hoppa 7,99. Vid VM i Stuttgart blev han den 19 augusti utslagen i längdkvalet på 7,78. Han var även med i det svenska stafettlaget på 4x100 meter (de andra var Lars Hedner, Torbjörn Eriksson, Torbjörn Mårtensson och Thomas Leandersson) som tog sig till final och där kom på åttonde plats. Den 28 augusti 1993 blev han först i Sverige över 8 meter med ett hopp på 8,05. 
Inomhussäsongen 1994 vann han SM i längd (7,90) och kom på sjunde plats vid EM i Paris. Utomhus 1994 vann han SM i längd (7,94).

### 1995-96
Under inomhussäsongen 1995 vann Sunneborn sitt sjätte SM-guld i längd. Han vann även SM på 200 m (21,05). Vid inne-VM tog han silver i längdhopp, på 8,20 (nytt svenskt rekord). Utomhus 1995 förbättrade han den 26 maj sitt svenska rekord till 8,06 vid tävlingar i Bad Langensalza. Den 27 juni i Malmö pressade han rekordet ytterligare till 8,21. Han vann SM i längd utomhus för femte gången (7,98). Vid VM i Göteborg deltog han men blev utslagen i längdkvalet. Inomhussäsongen 1996 var Sunneborn med vid inomhus-EM som hölls i Stockholm och tog där guldmedaljen i längdhopp. Under utomhussäsongen 1996 vann han SM i längd återigen, nu på 8,03. Han var även med vi OS i Atlanta och kom där på åttonde plats med 8,06.

### 1997-2002
Även 1997 vann han SM i längd utomhus, denna gång på 8,18. Vid VM i Athen deltog han men blev åter utslagen i längdkvalet. Inomhussäsongen 1998 innebar att Sunneborn vann SM i längd inomhus för sjunde gången (7,72) samt att han vid EM i Valencia kom på nionde plats i längdhopp. Utomhus 1998 hamnade han vid EM i Budapest femma i längdhopp på 8,01. År 1999 vann Sunneborn SM inomhus på 200 meter (21,39). Vid VM i Sevilla deltog han men blev utslagen i längdkvalet.
År 2000 vann han inne-SM på 200 meter för tredje gången (21,41). Vid EM inomhus i Gent kom han på 18:e plats i längdhopp. Han slogs ut i kvalet vid OS i Sydney 2000, hopplängd 7,63.
År 2001 vann Sunneborn längdhopp vid SM utomhus på 7,75. Vid VM i Edmonton deltog han men blev utslagen på 7,63 i längdkvalet.
År 2002 vann Sunneborn längdhopp vid SM både inomhus (7,50) och utomhus (7,79).

### Veteran
Efter sin comeback som 35-åring 2005, vilket sammanföll med att han blev veteran inom friidrotten, har Sunneborn fortsatt sätta rekord och vinna mästerskap. Vid veteran-EM har Sunneborn fram till 2024 vunnit 22 medaljer, varav 16 guld. Vid veteran-VM har han vunnit 33 medaljer, varav 22 guld. 

## Meriter

### Veteran
- 2011: Världsrekord M40 i 5-kamp 3921 poäng.
- 2013: Världsrekord M40 i längdhopp inomhus (7,59 m).
- 2013: Världsrekord  M40 i 5-kamp inomhus (4 361 poäng).
- 2013: Utsedd till Europas bästa manliga veteranfriidrottare[34].
- 2015: Tilldelades Torsten Carlius Fair Play Award av European Masters Athletics[35].
- 2017: Världsrekord M45 i 4x200 meter inomhus (1:33,83).
- 2020: Världsrekord M45 i 4x400 meter inomhus (3:36,17).
- 2021: Världsrekord M50 i 5-kamp (3 929 poäng).
- 2021: Världsrekord M50 i 10-kamp (8 140 poäng).
- 2024: Första svensk att bli invald i World Masters Athletics Gallery of Champions[36].
- 2025: Passerat över 100 svenska veteranrekord i klasserna M35, M40, M45, M50, M55[37].

## Personliga rekord
| Utomhus - 100 meter – 10,66 (Sollentuna 11 juni 2000) - 100 meter – 10,66 (Björknäs 11 juni 1997) - 200 meter – 21,03 (Kvarnsveden 25 juli 1993) - 200 meter – 21,08 (Karlskrona 11 augusti 1996) - 300 meter – 34,39 (Göteborg 14 juni 2013) - 400 meter – 47,86 (Stockholm 25 juli 2006) - 600 meter – 1:22,99 (Sollentuna 9 juni 2013) - 800 meter – 1:59,76 (Sollentuna 8 juni 2013) - 1 500 meter – 5:08,43 (Huddinge 16 september 2012) - 110 meter häck – 15,27 (Sollentuna 5 juni 2015) - 400 meter häck – 53,21 (Sollentuna 15 juli 2006) - Höjdhopp – 1,93 (Stockholm 23 juli 2010) - Stavhopp – 3,13 (Huddinge 16 september 2012) - Längdhopp – 8,21 (Malmö 27 juni 1996) - Tresteg – 15,25 (Växjö 4 juli 2002) - Kula – 12,92 (Huddinge 4 september 2010) - Diskus – 33,38 (Huddinge 16 september 2012) - Spjut – 40,34 (Huddinge 16 september 2012) - Tiokamp – 6 345 (Huddinge 16 september 2012) - Tiokamp – 6 249 (Huddinge 5 september 2010) | Inomhus - 60 meter – 6,98 (Sätra 27 januari 1999) - 60 meter – 6,97 (Solna 17 januari 1998) - 200 meter – 21,05 (Malmö 26 februari 1995) - 400 meter – 48,93 (Malmö 28 januari 2006) - Längdhopp – 8,20 (Barcelona, Spanien 11 mars 1995) - Tresteg – 14,98 (Malmö 23 februari 2008) - Kula – 12,58 (Örebro 14 januari 2012) - Sjukamp – 4 813 (Sätra 3 mars 2002) |

## Utmärkelser
Han utsågs 1994 till Stor grabb nummer 418 i friidrott.